# Discographie d'Emily Loizeau
La chanteuse Emily Loizeau a sorti 4 albums studio et un album live. 

## La folie en tête
Albums de Emily Loizeau
NA L'Autre Bout du Monde
(2006)
Cet EP est  auto-produit par la chanteuse actuellement épuisé dans le marché. Il est composé de six chansons:
- Baltazar (Toute première chanson écrite par la chanteuse, en 2001. Chanson rythmée et drôle).

- La folie en tête (Chanson principale du cd qui lui donnera son nom)

- Leaving you (Seule chanson anglaise de l'album, trouvable dans "L'Autre Bout du Monde".)

- Mon petit doigt

- Boby chéry (Chanson humoristique, trouvable dans "L'Autre Bout du Monde".)

- L'âge d'or (Chanson plus calme et différente, trouvable dans "L'Autre Bout du Monde".)

## L'Autre Bout du Monde
Le premier album d'Emily Loizeau composé de 13 titres. Il sort sur le label indépendant Fargo, dirigé par Michel Pampelune.

## Emily Loizeau (live)
Albums de Emily Loizeau
L'Autre Bout du Monde
(2006) Pays sauvage
(2009)
Enregistrement du concert d'Emily Loizeau au Grand Rex, où elle remporte un beau succès. C'est une édition limitée à 200 exemplaires seulement et disponible uniquement à Fargostore. La dernière chanson est chantée avec le groupe Tryo
- Solo

- L'Autre Bout Du Monde (Chanson principale du premier album)

- Little Darling (Chanson dynamique, trouvable aussi dans le coffret l'autre bout du monde)

- Je Ne Sais Pas Choisir (Chanson mélodieuse, calme, plein de finesse)

- Je suis jalouse (Une des chansons principales d'Emily, humour et énergie)

- Boby Chéri (Chanson humoristique)

- Rien Non

- La Folie En Tête (Chanson principale du premier EP)

- I'm Alive (Chanson principale anglaise d'Emily)

- Sur La Route (Chanson plutôt sombre, mais poétique)

- Wash It Off (intro)

- Wash It Off

- Pocahontas

- Ca N'arrive Qu'aux Autres (Reprise de Michel Polnareff)

- Balthazar (Première chanson d'Emily Loizeau)

- Voilà Pourquoi (Chanson drôle, un peu conte de fées avec Tryo)

## Pays sauvage
Albums de Emily Loizeau
Emily Loizeau Live
(2007)
Deuxième album sorti en février 2009. Il est disponible en édition collector (livre+CD) et simple.
- Pays Sauvage
- Fais battre ton tambour
- Tell me that you don't cry
- Sister
- La dernière pluie
- Songes
- Coconut Madam
- La femme à barbe
- Princess and the Toad
- Ma maison
- In our dreams
- Dis-moi que tu ne pleures pas
- Le cœur d'un géant
- La photographie

## Mothers and Tygers
Albums de Emily Loizeau
Pays sauvage
(2009)
Troisième album sorti en septembre 2012.
- Tyger
- Garden Of Love
- Vole Le Chagrin Des Oiseaux
- Marry Gus And Celia
- Two Envelopes
- Parce Que Mon Rire A La Couleur Du Vent
- Parmi Les Cailloux
- One Night A Long Time Ago
- This Train Is Taking You Home
- No Guilt No More
- The Angel
- Depuis Des Années Que Tu Nages
- Infant Sorrow
- I Had It All
- May The Beauty Make Me Walk

## Récapitulatif
Récapitulatif des albums mais aussi singles ou apparitions.
- 2005 : La folie en tête (EP auto-produit)
- 2006 : L'autre bout du monde (album #1)
- 2006 : L'autre bout du monde (single)
- 2007 : D'1 Siècle à l'autre (1 chanson)
- 2007 : Le Quartier Des Amoureuses (1 chanson)
- 2007 : L'autre bout du monde (réédition)
- 2007 : Emily Loizeau au Grand Rex (live)
- 2007 : La mécanique du cœur (deux chansons)
- 2008 : L'autre bout du monde (version fête de la musique)
- 2009 : Pays sauvage (Album #2)
- 2009 : Pays sauvage (Réédition)
- 2012 : Mothers and Tygers (album #3)
- 2014 : Piano Cello Sessions (album)
- 2016 : Mona (album #4)